# Johannes Fecht

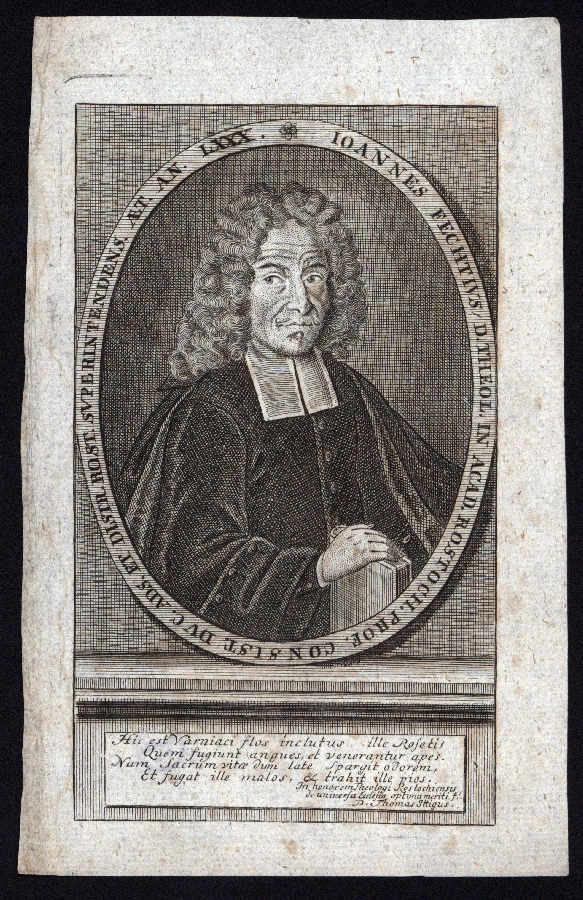
Johannes Fecht

Johannes Fecht (* 25. Dezember 1636 in Sulzburg; † 5. Mai 1716 in Rostock) war ein deutscher lutherischer Theologe.

## Leben
Geboren als Sohn des Pastors und Superintendenten der Markgrafschaft Baden-Hachberg Johann Fecht – vide: Catalogus Professorum Rostochiensium – und seiner Frau Regina Barbara († 1664), der Tochter des badischen Generalsuperintendenten Johann Jakob Dahler, war er bereits von Haus aus auf theologische Themen geprägt. 1653 bezog Fecht das Gymnasium in Durlach und immatrikulierte sich 1655 an der Universität Straßburg. Nachdem er zunächst philosophische Studien bei Balthasar Scheidt und Johann Heinrich Boeckler unternommen hatte, wandte er sich der Theologie zu und hörte dazu unter anderem bei Balthasar Bebel und Johann Conrad Dannhauer.
Im Anschluss an seine dortigen Studien unternahm er eine Studienreise, die ihn an die Universitäten in Heidelberg, Jena, Leipzig, Wittenberg und Gießen führte. An letzterem Orte erwarb er sich das Lizentiat der Theologie, wurde Pfarrer in Langendenzlingen, dann Adjunkt seines Vaters in Hochberg und 1668 Hofprediger des Markgrafen Friedrich VI. von Baden-Durlach. Nachdem er in Durlach Professor der Theologie geworden war, übernahm er 1688 die Generalsuperintendentur der Markgrafschaft Baden-Durlach. Aufgrund des Pfälzischen Erbfolgekriegs folgte er dem Ruf an die Universität Rostock, wo er ab 1690 als Professor der Theologie bis zu seinem Tod wirkte.
Fecht war einer der bedeutendsten Theologen seiner Zeit, der anfänglich zu Philipp Jacob Spener tendiert hatte, aber im Laufe der Zeit ein scharfer Fürsprecher der Lutherischen Orthodoxie wurde. Während seiner Amtszeit in Rostock machte er sich um die mecklenburgische Kirche verdient. So förderte er die Bibelverbreitung, das Schulwesen und trat für neue Formen der kirchlichen Eigenständigkeit ein, die die Pastoren vor Übergriffen der Patronatsobersten sicherten. Ebenfalls war er in Streitigkeiten um den Pietismus eingebunden, versuchte den eingeleiteten Radikalismus einzudämmen und die Orthodoxie zu reformieren.
Seiner badischen Heimat hat er von seinem im „Rostocker Exil“ aus mit dem Werk Historia et protocollum colloquii Emmendingensis ein Denkmal gesetzt, s. Weblink. Hier hielt er die Vorgänge vor und während des Emmendinger Religionsgesprächs vom Juni 1590 fest. Der regierende junge badische Markgraf Jakob III. trat danach zum katholischen Glauben über und starb einen Monat später an einer Arsenik-Vergiftung.

## Werke (Auswahl)
- Historiae ecclesiasticae saeculi XVI suplementum … Frankfurt/Speyer/Durlach 1684.
- Historia et Protocollum colloquii Emmendingensis. Rostock 1694.
- Sylloge selectiorum ex univ. theol. Controversatorium … Rostock 1698.
- De praecipuis oratoris ecclesiastici in perorando virtutibus exercitatio sacra. Rostock 1700 (Digitalisat in der Digitalen Bibliothek Mecklenburg-Vorpommern).
- Philocalia sacra. Rostock 1707.
- Compendium universam theologicam et polemicam complexum. Rostock/Zerbst 1740, 1883.